# Aroazes
Aroazes est une municipalité brésilienne située dans l'État du Piauí.